# Zodiac (relojes)
Zodiac Watches, o simplemente Zodiac, es una marca estadounidense de relojes fabricados en Suiza, fundada en 1882 por Ariste Calame en Le Locle, Suiza. La empresa se centra principalmente en su línea de relojes de buceo Sea Wolf, uno de los primeros relojes de buceo modernos, que se lanzó en 1953 antes que el Rolex Submariner y después que el Blancpain Fifty Fathoms. Aunque Zodiac fue adquirida por el Fossil Group en 2001, su fabricación se mantuvo en Biena, Suiza. El Grupo Fossil, propietario de la firma Zodiac, tiene su sede en los Estados Unidos, en la localidad de Richardson (Texas).

## Historia

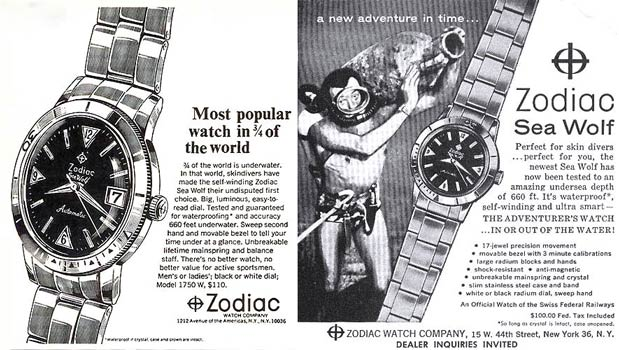
Anuncio del reloj Sea Wolf (1959)

En 1882, Ariste Calame fundó un taller para la producción de relojes en Le Locle, Suiza. El nombre original de la empresa era Ariste Calame, que más adelante se convertiría en Zodiac. El nombre Zodiac no se registró hasta 1908, a pesar de que la empresa lo había utilizado antes. El hijo del fundador, Louis Ariste Calame, fue enviado a la escuela de relojería y se hizo cargo de la empresa en 1895.
El primer reloj de bolsillo plano, lanzado en 1928, utilizaba el movimiento Zodiac calibre 1617. En 1930, la marca diseñó y produjo el primer reloj deportivo automático y el popular Zodiac Autographic, un reloj automático con un indicador de reserva de marcha, un cristal irrompible y una esfera de radio luminiscente; y era resistente al agua y a los golpes. En 1953, la firma presentó el Sea Wolf como el primer "reloj de buceo" fabricado y comercializado que se había diseñado específicamente para las masas. Hasta la fecha, el Sea Wolf original y su sucesor, el Super Sea Wolf de principios de la década de 1970, se consideran dos de los relojes de buceo comerciales más emblemáticos.
Con un sistema de corona/vástago patentado y un diseño mejorado de la parte posterior de la caja, la clasificación de presión de agua del Super Sea Wolf aumentó de 200 metros a 750 metros. El Super Sea Wolf con clasificación de 750 metros se presentó a principios de la década de 1970 y fue utilizado por los U.S. Navy SEALs.
El Zodiac Aerospace es un popular modelo clásico de Zodiac que se inspira en el diseño del Sea Wolf original. Se lanzó en 1960 y es un reloj analógico con indicación de 24 horas (con una manecilla GMT roja y las 24 horas indicadas en su bisel de dos colores).

## Innovaciones técnicas
En 1922, René A. Calame, hijo de Louis-Ariste Calame, relojero formado en el Technicum du Locle, se unió a la empresa como tercera generación y dio un nuevo impulso en términos de desarrollo técnico y comercial. Los relojes de calidad más cuidada se exportaron cada vez más a Japón, que en aquel momento era el cuarto mercado de los relojes suizos.
En 1928, René A. Calame cambió el nombre de la empresa Louis-Ariste Calame a Manufacture d'Horlogerie Zodiac. En 1930, además de un bellísimo calibre Zodiac de 16 líneas, René A. Calame diseñó con la Fabrique Angélus du Locle un calibre rectangular de tan solo 32x21 mm. El año de 1930 fue también el comienzo de una grave crisis económica, y Japón cerró sus puertas a las importaciones. Zodiac experimento graves dificultades económicas, y dejó de producir piezas en bruto.
El  26 de julio de 1933, la casa "Ariste Calame fils, Manufacture d'horlogerie Zodiac", en Le Locle, da paso a "Zodiac SA, fabricación y comercio de relojes", nombre a menudo sustituido para la exportación por Fábrica de relojes Zodiac. Los activos y pasivos de la antigua empresa se incluyeron en la nueva entidad gestionada por Ariste Calame y René-Ariste Calame, ambos de La Ferrière y Le Locle. En 1934, Ariste Calame hijo se convirtió en vicepresidente de la Asociación de Fabricantes de Relojes del distrito de Locle.
En 1934, René Ariste Calame lanzó sus primeros modelos irrompibles. De hecho, se trataba de relojes equipados con un sistema antichoque. Las patentes de este sistema provinieron de la empresa Election. El término irrompible fue sustituido a partir de 1937 por la palabra Incasécurit.
A partir de los años 1940, el negocio de Zodiac, al igual que el de toda la industria relojera suiza, floreció. La empresa se dedicó entonces a producir cronógrafos y relojes con calendario, y comenzó la fabricación de cronómetros probados en el Control Oficial de Le Locle. En 1943, la firma se convirtió en el proveedor designado de PTT y de los Ferrocarriles Suizos.

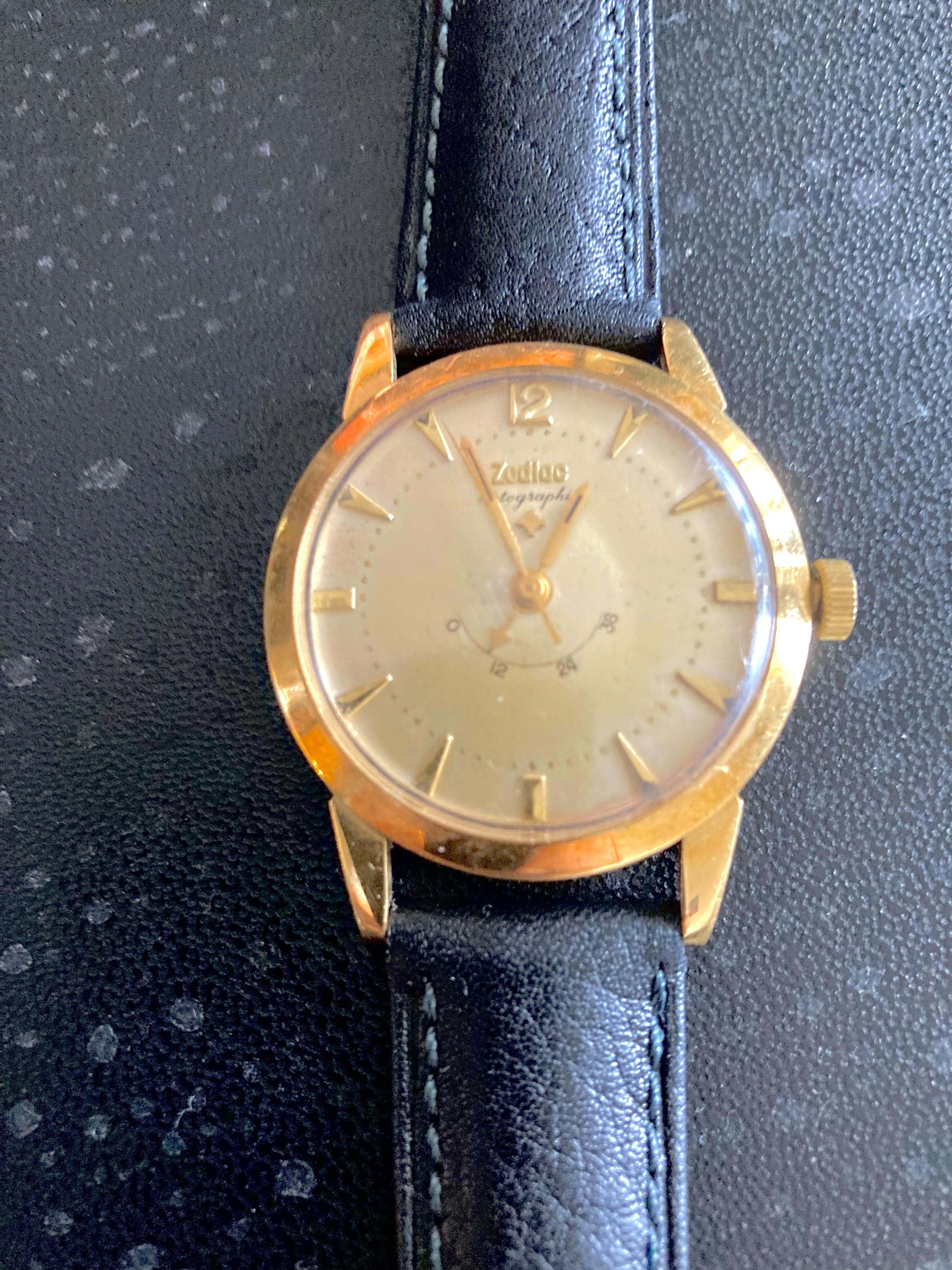
Zodiac «Autographic» de 1950

En 1945, Maurice Calame, hermano de René, se incorporó a la empresa como responsable de la gestión comercial, puesto desde el que desarrolló una red de distribuidores y métodos de marketing modernos.
En 1949, los hermanos Calame presentaron en la Feria de Relojería de Basilea el Zodiac Autographic, el primer reloj automático con indicador de reserva de marcha. Las patentes se presentaron en colaboración con la manufactura LeCoultre de Sentier.
En 1951 inauguraron una nueva fábrica situada en la ladera sobre la estación de Le Locle. Este audaz edificio era obra del arquitecto Paul Davoine. Al año siguiente, en 1952, lanzaron el modelo Zodiac Glorious, cuyos índices de la esfera se elevaron para dar una impresión de tres dimensiones.
A partir de 1954, aplicaron el logotipo de la empresa a las esferas de los relojes Zodiac: una cruz circular en relieve.
En 1955, Louis Ariste Calame murió en Le Locle después de haber presidido en varias ocasiones la Asociación de empresarios del distrito de Locle y tras haber formado parte del Comité de control de los metales preciosos. Ese mismo año, René Calame inició el diseño del Zodiac Sea Wolf, cuyos primeros modelos se habrían comercializado en 1956. La presentación oficial de este reloj tuvo lugar en la Feria de Basilea de 1958. Estaba fabricado en acero, incluía un bisel giratorio y era resistente al agua hasta una profundidad de 100 m.
En 1957, la producción de relojes Zodiac era de unas 80 000 unidades por año.
En 1959, la resistencia al agua del Zodiac Sea Wolf se incrementó a 200 m y Zodiac lanzó un modelo original, el Zodiac Olympos, con una caja asimétrica. En 1961, Pierre Calame, hijo de René, se incorporó a la empresa y en 1962, la firma Zodiac lanzó el modelo "Aerospace Jet", equipado con una esfera de 24 horas, cuyas agujas giraban completamente alrededor de la esfera en un día.
En 1964, se amplió la fábrica de Locle y la producción anual superó las 100 000 piezas. Para aumentar la precisión de los relojes Zodiac, la frecuencia de oscilación del volante aumentó en 1964 de 18 000 a 21 600 A/h (alternancias por hora). Además, Zodiac formó parte de la CHP (Comunidad de Relojería de Precisión) creada en 1958 para desarrollar escapes de alta frecuencia. En 1967, la firma lanzó al mercado la gama Kingline 36 000, relojes con una frecuencia de 36 000 A/h, o 10 Hz. Esta gama daría origen a la serie SST 36 000.
En 1967, Zodiac también presentó el primer reloj de pulsera electrónico suizo, el Spacetronic. El movimiento pendular electrónico se llama Dynotron y lo suministra la compañía Ebauches SA. El mismo año, se lanzó al mercado el modelo Zodiac "Aerospace GMT", con manecilla de 24 horas y bisel giratorio para mostrar una segunda zona horaria.
En 1968, Zodiac lanzó al mercado varios modelos destinados al buceo, en particular el Super Sea Wolf, un modelo extremadamente robusto, ya que puede soportar hasta una profundidad de 750 metros, gracias a un fondo de caja mejorado, así como a un sistema patentado de corona y vástago de cuerda. También existe una versión cronógrafo de este modelo.
Zodiac fue una de las primeras empresas suizas en ofrecer un reloj de cuarzo en 1970, gracias a la adopción del calibre “beta 21” desarrollado por el CEH (Centre Électronique Horloger) y comercializado por otros fabricantes como Universal Genève, Ebel o Jaeger-LeCoultre.
En 1970, la firma Zodiac lanzó al mercado el famoso modelo Astrographic, que recibió varios premios por su diseño. No tenía agujas en el sentido clásico, sino unas agujas impresas en discos transparentes de acetato de celulosa, que giraban aparentemente desligadas del centro de la esfera. Zodiac se centró más en el mercado americano y, entre 1950 y 1970, se convirtió en una de las marcas de relojes suizos más exitosas y populares entre los estadounidenses.
En 1972, Pierre Calame asumió la dirección de Zodiac. A partir de 1975, comenzó la crisis del cuarzo, con una fuerte competencia de relojes de cuarzo asiáticos baratos. En 1976, mientras Zodiac presentaba, junto con otras dos empresas, el primer reloj de pulsera LCD del mundo con certificado oficial de cronómetro, el distribuidor de Zodiac en Estados Unidos quebró, debilitando considerablemente a la empresa. A pesar de la excelencia de sus productos, la fábrica de Locloise tuvo que declararse en quiebra.
En 1978, Zodiac fue comprada por el grupo Dixi de Paul Castella, que ya poseía Zenith, Movado, Mondia, Paul Buhré y H. Moser & Cie. Dixi se convirtió en el mayor empleador de Locle, pero la marca Zodiac quedó en suspenso. René Calame también falleció ese año, a los 76 años de edad.
En 1982, con motivo de su centenario, Dixi utilizó la fábrica de Bellevue como taller adicional. La producción de los modelos de Zodiac está garantizada por la fábrica de relojes Zenith.

## Problemas financieros y adquisición por Fossil Inc.

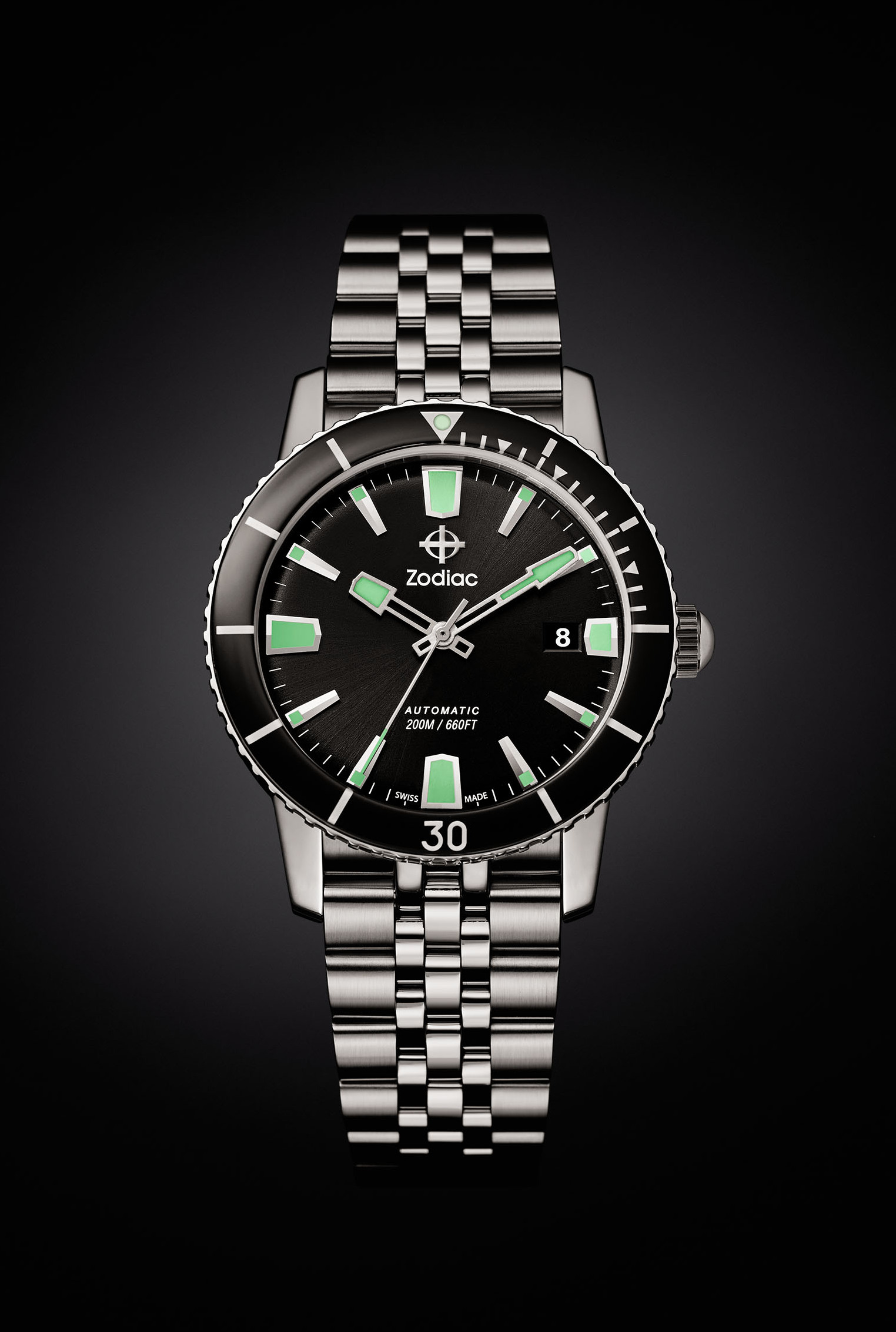
Modelo Sea Wolf relanzado en 2015

En 1990, Willy Gad Monnier, ex directivo de TAG Heuer, compró la marca Zodiac, pero la empresa, Montres Zodiac SA, se declaró en quiebra en noviembre de 1997. En septiembre de 1998, Genender International, Inc. compró el inventario de Zodiac, incluidas sus marcas comerciales, registros y otros activos. Genender descontinuó los modelos de la serie "Point", Swiss Formulas, Sea Wolf, la mayoría de los relojes automáticos y los cronógrafos automáticos. Los únicos dos modelos de la década de 1990 que se mantuvieron fueron el Super Sea Wolf y el Marine Life, ambos actualizados con nuevas correas de metal.
El 1 de octubre de 2001, Fossil Inc. adquirió los derechos mundiales de la marca Zodiac por aproximadamente 4,7 millones de dólares para su uso en relojes y otros dispositivos de cronometraje.
En abril de 2002, se presentó la nueva línea Zodiac en la feria de relojes Baselworld en Suiza, con la notable ausencia de cualquier modelo Sea Wolf por primera vez en 50 años.
En febrero de 2010, Fossil Inc. lanzó la línea ZMX (Zodiac Mission Extreme) para reflejar un nuevo segmento de entusiastas de los deportes y las actividades al aire libre. Los tamaños de caja mucho más grandes (44 mm y más) y las correas de caucho natural denotaron la mayor parte de las líneas de relojes, enfocadas en las carreras automovilísticas (ZMX Racer), aviación (ZMX Aviator), buceo (ZMX Oceanaire) y exploración (ZMX Adventurer).
El mes de febrero de 2015 marcó el regreso del Sea Wolf, con una reedición de versiones de inspiración clásica del modelo de 1954 en dos ediciones, "Skin Diver" y "Diver". Como la clasificación de profundidad del nuevo Sea Wolf era la misma que la del original (200 metros/660 pies), los avances técnicos se dieron principalmente en forma de su movimiento automático: el STP 1-11 (Swiss Technology Production 1-11) fabricado por Fossil Group, que alberga 26 rubíes con una reserva de marcha de 44 horas.

## En la cultura popular
- Un asesino en serie estadounidense nunca identificado, que actuó por toda California a finales de la década de 1960 y principios de la de 1970, se hizo conocido como el asesino del Zodiaco. El asesino, llamado así por una serie de cartas burlonas enviadas a la prensa y firmadas con el logotipo del reloj Zodiac, provocó una oleada de terror entre la población.[28]

- El Zodiac Sea Wolf apareció en la película de 2007 Zodiac, dirigida por David Fincher y basada en el libro con la narración de crímenes reales escrito por Robert Graysmith, Zodiac. Tanto en el libro como en la película, el sospechoso de ser el autor de los asesinatos en serie, Arthur Leigh Allen, usaba un Zodiac Sea Wolf.[29][30]